# Satellite Awards 2013

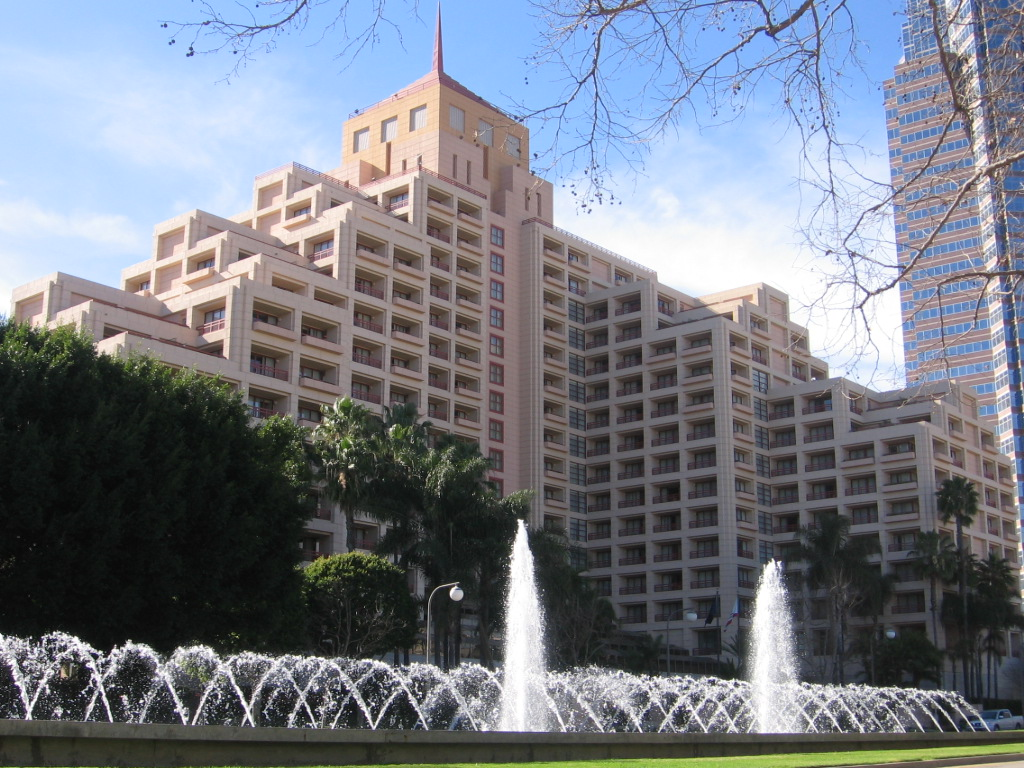
InterContinental Hotel in Los Angeles

Die 18. Verleihung der Satellite Awards, welche die International Press Academy (IPA) jedes Jahr in verschiedenen Film- und Medienkategorien vergibt, fand am Sonntag, den 23. Februar 2014, im InterContinental Hotel in Los Angeles statt. Bei den 18. Satellite Awards wurden Filme und Serien des Jahres 2013 geehrt.

## Sonderauszeichnungen
- Auteur Award (für eine einzigartige Kontrolle über die Filmproduktionselemente) – Guillermo del Toro
- Mary Pickford Award (für herausragende Beiträge zur Entertainment-Branche) – Mike Medavoy
- Tesla Award (für innovative Leistungen in der Filmproduktion) – Garrett Brown
- Satellite Ehrenpreis – Ryan Coogler
- Herausragendes Nachwuchstalent (Breakthrough Performance Award) – Michael B. Jordan (Nächster Halt: Fruitvale Station) und Sophie Nélisse (Die Bücherdiebin)

## Gewinner und Nominierte im Bereich Film
| Film                         | N  | A |
| ---------------------------- | -- | - |
| 12 Years a Slave             | 10 | 2 |
| Gravity                      | 8  | 3 |
| American Hustle              | 8  | 2 |
| Rush – Alles für den Sieg    | 7  | 0 |
| Inside Llewyn Davis          | 6  | 1 |
| Saving Mr. Banks             | 6  | 0 |
| Blue Jasmine                 | 5  | 1 |
| Captain Phillips             | 5  | 0 |
| The Wolf of Wall Street      | 5  | 0 |
| Philomena                    | 4  | 1 |
| All Is Lost                  | 4  | 0 |
| Der große Gatsby             | 3  | 2 |
| Nebraska                     | 3  | 2 |
| Blau ist eine warme Farbe    | 3  | 0 |
| Der Butler                   | 3  | 0 |
| Die fantastische Welt von Oz | 3  | 0 |
| Prisoners                    | 3  | 0 |

### Bester Film
12 Years a Slave
All Is Lost
American Hustle
Blue Jasmine
Captain Phillips
Gravity
Inside Llewyn Davis
Philomena
Saving Mr. Banks
The Wolf of Wall Street

### Bester Hauptdarsteller
Matthew McConaughey – Dallas Buyers Club
Christian Bale – American Hustle
Bruce Dern – Nebraska
Leonardo DiCaprio – The Wolf of Wall Street
Chiwetel Ejiofor – 12 Years a Slave
Tom Hanks – Captain Phillips
Robert Redford – All Is Lost
Forest Whitaker – Der Butler

### Beste Hauptdarstellerin
Cate Blanchett – Blue Jasmine
Amy Adams – American Hustle
Sandra Bullock – Gravity
Judi Dench – Philomena
Adèle Exarchopoulos – Blau ist eine warme Farbe
Julia Louis-Dreyfus – Genug gesagt
Meryl Streep – Im August in Osage County
Emma Thompson – Saving Mr. Banks

### Bester Nebendarsteller
Jared Leto – Dallas Buyers Club
Casey Affleck – Auge um Auge
Bradley Cooper – American Hustle
Michael Fassbender – 12 Years a Slave
Harrison Ford – 42 – Die wahre Geschichte einer Sportlegende
Ryan Gosling – The Place Beyond the Pines
Jake Gyllenhaal – Prisoners
Tom Hanks – Saving Mr. Banks

### Beste Nebendarstellerin
June Squibb – Nebraska
Sally Hawkins – Blue Jasmine
Jennifer Lawrence – American Hustle
Lupita Nyong’o – 12 Years a Slave
Julia Roberts – Im August in Osage County
Léa Seydoux – Blau ist eine warme Farbe
Emily Watson – Die Bücherdiebin
Oprah Winfrey – Der Butler

### Bester Dokumentarfilm
Blackfish 
20 Feet from Stardom
The Act of Killing
After Tiller
American Promise
Évocateur: The Morton Downey Jr. Movie
Sound City
The Square
Stories We Tell
Tim's Vermeer

### Bester fremdsprachiger Film
The Broken Circle, Belgien

Bethlehem, Israel
Blau ist eine warme Farbe (La vie d’Adèle), Frankreich
Circles, Serbien
Four Corners, Südafrika
La Grande Bellezza – Die große Schönheit, Italien
Die Jagd (Jagten), Dänemark
Metro Manila, Großbritannien
Le passé – Das Vergangene, Iran
Das Mädchen Wadjda, Saudi-Arabien

### Bester Film (Animationsfilm oder Real-/Animationsfilm)
Wie der Wind sich hebt 
Wolkig mit Aussicht auf Fleischbällchen 2
Die Croods
Epic – Verborgenes Königreich
Ernest & Célestine
Die Eiskönigin – Völlig unverfroren
Die Monster Uni
Turbo – Kleine Schnecke, großer Traum

### Beste Regie
Steve McQueen – 12 Years a Slave 
Ethan und Joel Coen – Inside Llewyn Davis
Alfonso Cuarón – Gravity
Paul Greengrass – Captain Phillips
Ron Howard – Rush – Alles für den Sieg
David O. Russell – American Hustle
Martin Scorsese – The Wolf of Wall Street
Woody Allen – Blue Jasmine

### Bestes adaptiertes Drehbuch
Jeff Pope und Steve Coogan – Philomena 
John Ridley – 12 Years a Slave
Ethan Hawke, Julie Delpy und Richard Linklater – Before Midnight
Billy Ray – Captain Phillips
Peter Berg – Lone Survivor
Terence Winter – The Wolf of Wall Street

### Bestes Originaldrehbuch
Eric Warren Singer und David O. Russell – American Hustle 
Woody Allen – Blue Jasmine
Nicole Holofcener – Genug gesagt
Spike Jonze – Her
Ethan und Joel Coen – Inside Llewyn Davis
Kelly Marcel und Sue Smith – Saving Mr. Banks

### Beste Filmmusik
Steven Price – Gravity 
Hans Zimmer – 12 Years a Slave
John Williams – Die Bücherdiebin
Arcade Fire – Her
Alexandre Desplat – Philomena
Theodore Shapiro – Das erstaunliche Leben des Walter Mitty

### Bester Filmsong
„Young & Beautiful“ von Elizabeth Grant und Rick Howels – Der große Gatsby
„Happy“ von Pharrell Williams – Ich – Einfach unverbesserlich 2
„I See Fire“ von Ed Sheeran – Der Hobbit: Smaugs Einöde
„Let It Go“ von Kristen Anderson-Lopez und Robert Lopez – Die Eiskönigin – Völlig unverfroren
„Please Mr. Kennedy“ von Ed Rush, George Cromarty, T-Bone Burnett, Justin Timberlake, Joel und Ethan Coen – Inside Llewyn Davis
„So You Know What It's Like“ von Keith Stanfield – Short Term 12

### Beste Kamera
Bruno Delbonnel – Inside Llewyn Davis
Sean Bobbitt – 12 Years a Slave
Emmanuel Lubezki – Gravity
Roger Deakins – Prisoners
Anthony Dod Mantle – Rush – Alles für den Sieg
Stuart Dryburgh – Das erstaunliche Leben des Walter Mitty

### Beste Visuelle Effekte
Tim Webber, Chris Lawrence, David Shirk und Neil Corbould – Gravity
Brendon O’Dell, Colin Davies, Bob Munroe – All Is Lost
Markus Manninen, Matt Baer – Die Croods
Jim Schwalm, Scott Stokdyk und Troy Saliba – Die fantastische Welt von Oz
Antoine Moulineau, Jody Johnson und Mark Hodgkins – Rush – Alles für den Sieg
Andrew R. Jones, Jessica Norman, Matt Johnson und Scott Farrar – World War Z

### Bester Filmschnitt
Alan Baumgarten, Jay Cassidy und Crispin Struthers – American Hustle
Joe Walker – 12 Years a Slave
Alfonso Cuarón und Mark Sanger – Gravity
Joel Cox und Gary D. Roach – Prisoners
Daniel P. Hanley und Mike Hill – Rush – Alles für den Sieg
Thelma Schoonmaker – The Wolf of Wall Street

### Bester Tonschnitt
Glenn Freemantle, Niv Adiri und Skip Lievsay – Gravity
Brandon Proctor, Richard Hymns und Steve Boeddeker – All Is Lost
Chris Burdon, Mark Taylor und Oliver Tarney – Captain Phillips
Christopher Scarabosio, Craig Berkey, Dave Whitehead und David Husby – Elysium
Igor Nikolic, Paul Urmson und Skip Lievsay – Inside Llewyn Davis
Danny Hambrook, Frank Kruse und Markus Stemler – Rush – Alles für den Sieg

### Bestes Szenenbild
Beverley Dunn und Catherine Martin – Der große Gatsby
Diane Lederman und Tim Galvin – Der Butler
Maria Djurkovic und Tatiana Macdonald – The Invisible Woman
Nancy Haigh und Robert Stromberg – Die fantastische Welt von Oz
Mark Digby und Patrick Rolfe – Rush – Alles für den Sieg
Lauren E. Polizzi und Michael Corenblith – Saving Mr. Banks

### Bestes Kostümdesign
Michael O’Connor – The Invisible Woman
Patricia Norris – 12 Years a Slave
Catherine Martin – Der große Gatsby
Gary Jones – Die fantastische Welt von Oz
Julian Day – Rush – Alles für den Sieg
Daniel Orlandi – Saving Mr. Banks

### Bestes Ensemble
Nebraska
Bruce Dern, Missy Doty, Will Forte, Rance Howard, Stacy Keach, Angela McEwan, Bob Odenkirk, Devin Ratray, Melinda Simonsen, June Squibb, Roger Stuckwisch, Mary Louise Wilson

## Gewinner und Nominierte im Bereich Fernsehen
| Serie                                       | N | A |
| ------------------------------------------- | - | - |
| Orange Is the New Black                     | 5 | 4 |
| Breaking Bad                                | 4 | 3 |
| House of Cards                              | 4 | 1 |
| American Horror Story                       | 4 | 0 |
| Dancing on the Edge                         | 3 | 1 |
| Game of Thrones                             | 3 | 1 |
| Liberace – Zu viel des Guten ist wundervoll | 3 | 1 |
| Top of the Lake                             | 3 | 1 |
| The Americans                               | 3 | 0 |
| Der Fall Phil Spector                       | 3 | 0 |
| Last Tango in Halifax                       | 3 | 0 |
| Mad Men                                     | 3 | 0 |
| Masters of Sex                              | 3 | 0 |
| Parade’s End – Der letzte Gentleman         | 3 | 0 |
| The Wrong Mans – Falsche Zeit, falscher Ort | 3 | 0 |

### Beste Fernsehserie (Drama)
Breaking Bad
The Americans
Downton Abbey
Good Wife
Homeland
House of Cards
Last Tango in Halifax
Mad Men
Masters of Sex

### Beste Fernsehserie (Komödie/Musical)
Orange Is the New Black
Alpha House
The Big Bang Theory
Brooklyn Nine-Nine
Enlightened – Erleuchtung mit Hindernissen
Modern Family
The Wrong Mans – Falsche Zeit, falscher Ort
A Young Doctor’s Notebook

### Beste Genre-Serie
Game of Thrones
American Horror Story
Arrow
Grimm
Marvel’s Agents of S.H.I.E.L.D.
Once Upon a Time – Es war einmal …
Orphan Black
The Returned
Supernatural
The Walking Dead

### Beste Miniserie oder bester Fernsehfilm
Dancing on the Edge
The Big C
Burton & Taylor
Der Fall Phil Spector
Liberace – Zu viel des Guten ist wundervoll
Mob City
Parade’s End – Der letzte Gentleman
Unsere Mütter, unsere Väter
Top of the Lake
The White Queen

### Bester Darsteller in einer Serie (Drama)
Bryan Cranston – Breaking Bad
Jeff Daniels – The Newsroom
Jon Hamm – Mad Men
Freddie Highmore – Bates Motel
Derek Jacobi – Last Tango in Halifax
Michael Sheen – Masters of Sex
Kevin Spacey – House of Cards
Aden Young – Rectify

### Beste Darstellerin in einer Serie (Drama)
Robin Wright – House of Cards
Lizzy Caplan – Masters of Sex
Olivia Colman – Broadchurch
Vera Farmiga – Bates Motel
Tatiana Maslany – Orphan Black
Anne Reid – Last Tango in Halifax
Keri Russell – The Americans
Abigail Spencer – Rectify

### Bester Darsteller in einer Serie (Komödie/Musical)
John Goodman – Alpha House
Mathew Baynton – The Wrong Mans – Falsche Zeit, falscher Ort
Andre Braugher – Brooklyn Nine-Nine
Don Cheadle – House of Lies
James Corden – The Wrong Mans – Falsche Zeit, falscher Ort
Jake Johnson – New Girl
Jim Parsons – The Big Bang Theory

### Beste Darstellerin in einer Serie (Komödie/Musical)
Taylor Schilling – Orange Is the New Black
Laura Dern – Enlightened – Erleuchtung mit Hindernissen
Zooey Deschanel – New Girl
Lena Dunham – Girls
Edie Falco – Nurse Jackie
Julia Louis-Dreyfus – Veep – Die Vizepräsidentin
Amy Poehler – Parks and Recreation
Jessica Walter – Arrested Development

### Bester Darsteller in einer Miniserie oder einem Fernsehfilm
Michael Douglas – Liberace – Zu viel des Guten ist wundervoll
Benedict Cumberbatch – Parade’s End – Der letzte Gentleman
Matt Damon – Liberace – Zu viel des Guten ist wundervoll
Chiwetel Ejiofor – Dancing on the Edge
Matthew Goode – Dancing on the Edge
Peter Mullan – Top of the Lake
Al Pacino – Der Fall Phil Spector
Dominic West – Burton & Taylor

### Beste Darstellerin in einer Miniserie oder einem Fernsehfilm
Elisabeth Moss – Top of the Lake
Helena Bonham Carter – Burton & Taylor
Holliday Grainger – Bonnie & Clyde
Rebecca Hall – Parade’s End – Der letzte Gentleman
Jessica Lange – American Horror Story
Melissa Leo – Nennt mich verrückt!
Helen Mirren – Der Fall Phil Spector
Sarah Paulson – American Horror Story

### Bester Nebendarsteller
Aaron Paul – Breaking Bad
Nikolaj Coster-Waldau – Game of Thrones
William Hurt – Bonnie & Clyde
Peter Sarsgaard – The Killing
Jimmy Smits – Sons of Anarchy
Corey Stoll – House of Cards
Jon Voight – Ray Donovan
James Wolk – Mad Men

### Beste Nebendarstellerin
Laura Prepon – Orange Is the New Black
Uzo Aduba – Orange Is the New Black
Kathy Bates – American Horror Story
Emilia Clarke – Game of Thrones
Anna Gunn – Breaking Bad
Margo Martindale – The Americans
Judy Parfitt – Call the Midwife – Ruf des Lebens
Merritt Wever – Nurse Jackie

### Bestes Ensemble
Orange Is the New Black
Taylor Schilling, Laura Prepon, Michael J. Harney, Michelle Hurst, Kate Mulgrew und Jason Biggs